# 大阪屋製菓 (鹿児島市)
株式会社大阪屋製菓（おおさかやせいか）は鹿児島県鹿児島市柳町に本社を置く製菓会社。

## 概要
落花生製品、木の実、豆菓子の製造及び卸業として、1954年9月創業。
創業当初から長年にわたり南日本放送のテレビ・ラジオで「珍珍豆」のCMが放送されている。

## 受賞
- 1994年11月 - 第34回ACC全日本CMフェスティバルにて、ラジオCM「雀の学校」が地域CM部門奨励賞受賞。
- 2002年11月 - 第24回全国菓子大博覧会九州in熊本にて「南国珍々豆」が中小企業庁長官賞受賞。

## 主な商品
ナッツ類に鹿児島の甘口醤油をベースのピリ甘辛い味付けの衣がコーティングされたもので味付け等は同じ。醤油味以外の味付けもあり。
- 南国珍々豆
下の「雀の学校」を造る際に失敗した凸凹した製品がタレが付きすぎないとして新たな商品として売り出す。失敗作が新たに商品になる一例である。
- 雀の学校　雀の卵
主として鹿児島県、宮崎県および熊本県の一部地域で販売されている。両者は商標。南国珍々豆は周りのカリカリの衣が薄掛け、雀の卵は厚掛け（生地が厚い）という違いがある。
- 雀の卵
明治時代から西日本各地にある駄菓子。
- 南国美人・黒糖ピーナツ
- 南国美人・黒糖くるみ
沖縄の純黒糖を使用した商品。
- トリフココア
落花生をココアでくるんでいる。
- 薩摩みそかぶり
鹿児島の麦味噌で落花生をくるんでいる。
- 雀の学校シリーズ
上記などを小袋サイズにした豆菓子商品群。